# رقاقس شمالي
رقاقس شمالي (الاسم العلمي: Androsace septentrionalis) هو نوع من النباتات يتبع جنس الرقاقس من فصيلة الربيعية.